# Samotny wilk McQuade
Samotny wilk McQuade – amerykański film akcji z 1983 roku w reż. Steve’a Carvera. 

## Fabuła
El Paso, pogranicze amerykańsko-meksykańskie. Strażnik Teksasu J.J. McQuade jest samotnikiem żyjącym w przyczepie kempingowej – surowy i bezwzględny (stąd przezwisko) stróż prawa, którego sensem życia jest walka z przestępcami. Gdy jego ogólna postawa oraz brutalne metody działania przestają być tolerowane przez zwierzchników, zostaje mu przydzielony partner - Kayo, mniej agresywny, lecz równie zdecydowany policjant. McQuade, mimo początkowego sprzeciwu, z czasem akceptuje nowego kolegę. Kiedy w okolicy pojawia się handlarz bronią – Rawley Wilkes, dochodzi do napadu na konwój wojskowy przewożący ciężką artylerię. Przypadkowymi świadkami tego zdarzenia są Sally - córka McQuade'a oraz jej narzeczony. Chłopak zostaje zastrzelony, a Sally zepchnięta z urwiska w samochodzie, lecz unika śmierci. Wściekły strażnik wypowiada wojnę dilerom broni, przy czym łamie prawo oraz naraża się nie tylko im, ale również agencji federalnej, prowadzącej to samo dochodzenie. 

## Główne role
- Chuck Norris – J.J. McQuade
- David Carradine – Rawley Wilkes
- Bárbara Carrera – Lola Richardson
- Leon Isaac Kennedy – Jackson
- Robert Beltran – Kayo
- L.Q. Jones – Dakota